# George Washington Glick
George Washington Glick (* 4. Juli 1827 im Fairfield County, Ohio; † 13. April 1911 in Atchison, Kansas) war ein US-amerikanischer Politiker und von 1883 bis 1885 der neunte Gouverneur des Bundesstaates Kansas.

## Frühe Jahre und politischer Aufstieg
George Glick besuchte das Ohio Central College und studierte anschließend Jura. Nach seiner Zulassung als Rechtsanwalt im Jahr 1850 praktizierte er in Fremont und Sandusky. Im Jahr 1857 wurde er Anwalt der Nationalgarde von Ohio (Judge Advocate). 1858 zog er nach Atchison in Kansas. Dort wurde er Partner einer Anwaltskanzlei. Am Bürgerkrieg nahm er als Soldat einer Infanterie-Einheit aus Kansas teil. Bereits in Ohio hatte er sich 1858 erfolglos um den Einzug in den dortigen Senat bemüht. Als Mitglied der Demokratischen Partei war er Delegierter zu deren Bundesparteitagen der Jahre 1856, 1868, 1884 und 1892. Zwischen 1864 und 1869 war er Abgeordneter im Repräsentantenhaus von Kansas; von 1873 bis 1879 saß er im Staatssenat. Außerdem war er für die Finanzen der Jahrhundertausstellung im Jahr 1876 zuständig. 1868 kandidierte er erfolglos für das Amt des Gouverneurs von Kansas. Im Jahr 1882 hatte er mehr Glück. Nachdem er von seiner Partei die Nominierung erhalten hatte, wurde er von den Wählern als erster Demokrat in das Amt des Gouverneurs von Kansas gewählt, wobei er den republikanischen Amtsinhaber John St. John mit 46:42 Prozent der Stimmen besiegte.

## Gouverneur von Kansas
Glicks zweijährige Amtszeit begann am 8. Januar 1883. Seine Amtszeit verlief sehr erfolgreich. In Leavenworth wurde ein Heim für Kriegsveteranen erbaut. Zur Kontrolle der Eisenbahnen wurde der Eisenbahnausschuss ins Leben gerufen. Nachdem es in Ohio infolge einer Überschwemmung zu Versorgungsengpässen gekommen war, wurde viel Getreide aus Kansas als Hilfsmaßnahme nach Ohio verschickt. Nachdem Kansas von der Maul- und Klauenseuche heimgesucht worden war, wurde nun eine Kommission zur Verbesserung der medizinischen Viehbetreuung (Livestock sanitary commission) gegründet. Damals entstand auch in Kansas die erste Vereinigung, die für das Frauenwahlrecht kämpfte (Womans’ Suffrage Association). Damals wurde, allerdings von der Bundesregierung, das Haskell Institute gegründet, an dem auch Indianer unterrichtet wurden. George Glick bewarb sich im Jahr 1884 erfolglos um seine Wiederwahl.

## Weiterer Lebenslauf
Nach dem Ende seiner Amtszeit wurde er von 1885 bis 1889 Verwalter der Rentenkasse (Pension Agent) in Topeka. Zwischen 1902 und 1903 war er Vorsitzender des Landwirtschaftsausschusses von Kansas und 1908 war er Präsident der Kansas Historical Society. George Glick starb im Jahr 1911. Er war mit Elizabeth Ryder verheiratet, mit der er zwei Kinder hatte.